# Musculus orbicularis oris
De musculus orbicularis oris of mondkringspier bestaat uit meerdere lagen van spiervezels die rondom de mondopening liggen en in verschillende richtingen lopen.

## Anatomie
De musculus orbicularis oris bestaat uit een pars marginalis (perifeer gedeelte) en een pars labialis (meer centraal gedeelte).  De vezels van een aantal spieren rondom de mond zijn verweven met die van de musculus orbicularis oris. Dit zijn deels spiervezels die behoren tot andere gelaatsspieren die in de lippen uitmonden, en deels uit spieren die specifiek bij de lippen horen.
Veruit de belangrijkste spier uit eerste groep is de musculus bucinatorius (de ‘trompetblazer').

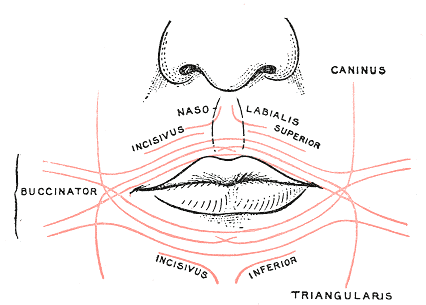
Beeld van verloop van spiervezels van de musculus orbicularis oris

De voorste spiervezels van de musculus bucinatorius zijn zodanig verweven met de vezels van musculus orbicularis oris dat zijn bovenste vezels gedeeltelijk naar de onderlip, en zijn onderste vezels gedeeltelijk naar de bovenlip uitstralen. Ter hoogte van de mondhoeken kruisen deze vezels zich en vormen de modiolus die men als een verdikking kan voelen.
De andere mimische spieren die uitstralen in de musculus orbicularis oris zijn:
- in de bovenlip: de musculus levator labii superioris, musculus levator anguli oris, musculus levator labii superioris alaeque nasi, musculi zygomatici major en minor. De laatste twee zitten vast aan het jukbeen.
- in de onderlip: de musculus depressor labii inferioris en musculus depressor anguli oris.
- naar de mondhoek: de musculus risorius en het platysma.

## Functie
Bij samentrekken van de musculus orbicularis oris worden de lippen bewogen, de neusvleugels, de wangen en de huid van de kin, waarbij de lippen tegen elkaar gedrukt kunnen worden met het sluiten van de mond.
De musculus orbicularis oris wordt gerekend tot de mimische spieren die de gelaatsexpressies regelen.